# Tazadit Airport
Tazadit Airport är en flygplats i Mauretanien.   Den ligger i regionen Tiris Zemmour, i den nordvästra delen av landet, 600 km nordost om huvudstaden Nouakchott. Tazadit Airport ligger 335 meter över havet.
Terrängen runt Tazadit Airport är platt åt nordost, men åt sydväst är den kuperad.  Trakten runt Tazadit Airport är nära nog obefolkad, med mindre än två invånare per kvadratkilometer. Närmaste större samhälle är Zouérat, 2,6 km söder om Tazadit Airport. Trakten runt Tazadit Airport är ofruktbar med lite eller ingen växtlighet.